# 경빈 김씨
경빈 김씨(慶嬪 金氏, 1832년 9월 9일(음력 8월 27일) ~ 1907년 5월 19일(음력 4월 21일))는 조선의 24대 왕 헌종의 후궁이다.

## 생애
조선 헌종의 후궁으로 본관은 광산이다. 아버지는 김재청(金在淸)이고, 어머니는 평산 신씨 신명하의 딸이다.
1832년(순조 32년) 8월 27일 한사루동 사제의 유연당(悠然堂)에서 탄생하였다. 1847년(헌종 13년) 순원왕후가 헌종이 나이가 많은데도 후사가 없자 정식으로 간택하여 들인 후궁으로 이 해 음력 10월 20일 경빈(慶嬪)으로 책봉되었고, 궁호를 순화(順和)라 하였다.
헌종은 경빈 김씨를 위해 창덕궁 내에 낙선재(樂善齋)를 지어 자신과 경빈의 사랑채로 사용했으며, 같은 창덕궁 내에 석복헌(錫福軒)을 지어 경빈의 처소로 쓰게 하였다.
1849년(헌종 15년) 6월 6일 헌종이 승하함에 따라 순원왕후, 신정왕후를 정성을 다하여 받들었으며, 효정왕후에게 예를 다하면서 검소하게 생활하였다.
1907년(광무 11년) 6월 1일(음력 4월 21일) 향년 76세를 일기로 별세하자 고종은 깊이 애도하고 조문을 직접 지어 내렸다. 이 해 7월 5일 양주 전 휘경원 천봉 국내 서록 손좌에 예장하였다. 현재 묘소는 서삼릉 내 귀인묘역에 있다.

## 가족 관계
본가 광산 김씨(光山 金氏)
- 아버지 : 황해도관찰사 김재청(黃海道觀察使 金在淸, 1807 ~ 1855)[4]
- 어머니 : 정부인 평산 신씨(貞夫人 平山 申氏, 1805 ~ 1865) - 현령 신명하(縣令 申命河)의 딸
  - 양동생 : 김응현(金膺鉉, 1834 ~ 1851) - 백부 김재경(金在敬)의 3남
  - 양올케 : 평산 신씨(平山 申氏, 1831 ~ 1859) - 판서 신석우(判書 申錫愚)의 딸
  - 양동생 : 예조판서 김문현(禮曹判書 金文鉉, 1846 ~ 1899) - 숙부 김재홍(金在弘)의 2남
  - 양올케 : 남양 홍씨(南陽 洪氏, 1847 ~ 1925) - 진사 홍재행(進士 洪在行)의 딸
- 서모
  - 서제 : 비서승 김정현(秘書丞 金正鉉, 1849 ~ 1906) - 김철현(金哲鉉)에서 개명
  - 서올케 : 우봉 이씨(牛峰 李氏, 1850 ~ 1887) - 사복시정 이도(司僕寺正 李壔)의 딸

왕가(王家 : 전주 이씨)
- 남편 : 헌종 (憲宗, 1827년 ~ 1849년, 재위:1834년 ~ 1849년)
  - 소생 없음.